# Kumi Kōda
Kumiko Kōda (神田 來未子 Kōda Kumiko?,  Kioto, Japón, 13 de noviembre de 1982), conocida por su nombre artístico de Kumi Kōda (倖田 來未 Kōda Kumi?), es una cantante, compositora y actriz japonesa. Kōda es conocida por su estilo de música urban, R&B y J-pop, género en el que ha incursionado en los últimos años. Tras haber debutado en 2000 con el sencillo Take Back, Kōda ganó popularidad tras el lanzamiento de su séptimo sencillo, Real Emotion / 1000 no Kotoba, cuyas canciones fueron utilizadas como temas para el videojuego Final Fantasy X-2.

## Biografía

### Primeros años
Kumi fue la primera mujer en llegar a la familia de los Koda, seguida dos años después por su hermana Misono. Su carrera como cantante fue principalmente apoyada por su abuelo (quien le enseñó a tocar el instrumento tradicional shakuhachi) y su madre (que le enseñó a tocar el arpa japonesa). Desde los tres años de edad Kumi comenzó a practicar danza tradicional japonesa. Solía mirar a su madre cantar en reuniones familiares y fiestas y siempre admiró su habilidad para callar completamente a la audiencia con su forma de cantar. En uno de sus anuarios de primaria, Kumi escribió "Quiero convertirme en una cantante cuando sea grande". También fue su madre quien le propone utilizar un seudónimo para su futuro debut, cambiando su apellido original y acortando su nombre, para hacerlo más sencillo: de Kōda Kumiko (神田來未子) a solo Kōda Kumi (倖田來未).
La primera audición de Kumi fue en tercer grado de primaria, aunque no logró un reconocimiento real. Mientras asistía a la secundaria Seika en Kioto, se presentó a diversos cástines y audiciones, incluso trató de ser parte del proyecto de Hello!Project llamado Morning Musume, pero no logró ser seleccionada.

### Debut
En 1999 cuando solo tenía 16 años, se presenta a la audición avex dream 2000, organizada por el sello avex trax. La joven logra quedar entre las finalistas y gana el concurso, quedando dentro de rhythm zone, subsello de música urbana dentro de avex.
Kumi comenzó a escribir letras de canciones sin que le fuera dada la fecha del lanzamiento de su primer sencillo aún. El primer sencillo de la cantante, "TAKE BACK", fue lanzado en diciembre del año 2000 pero fue un total fracaso, ni siquiera logrando entrar al Top 50 de las listas de Oricon. Kumi cayó en una depresión debido a que sintió toda la presión y el fracaso de su sencillo en sus hombros, a pesar de que el sencillo fue lanzado incluso en los Estados Unidos bajo el seudónimo de Koda y logró entrar al Top 20 de las listas de música dance más popular de las lista de Billboard. Su meta verdadera era ser exitosa inicialmente en su propio país, para quizás en algún futuro triunfar en otros países.
Su segundo sencillo, "Trust Your Love", también fue un fracaso en Japón, pero en los Estados Unidos entraba al #19 de las listas Billboard y #1 en las listas dance de la misma. Mientras el nombre de Koda se iba haciendo algo más conocido, comenzaron a surgir críticas en Occidente respecto al mal manejo de la cantante del idioma inglés. Los siguientes dos sencillos "COLOR OF SOUL" y "So Into You" solo fueron lanzados en Japón, pero las ventas fueron deplorables.
Poco después fue lanzado el primer álbum de estudio de Kumi, titulado affection y aunque logró buenas ventas, la joven declaró en una entrevista a ejecutivos de avex trax que en esta época de su carrera estaba realmente confundida, y ni siquiera sabía las canciones que cantaba, solo hacía lo que le decían y estaba ensimismada en alguna vez lograr un verdadero éxito, poniéndose en entero a disposición de sus productores y apoderados. Hasta el año 2002, a pesar de estar lanzando regularmente nuevos trabajos discográficos, no logró llevar ninguno a los primeros lugares.

### real Emotion / 1000 no Kotoba
Según la misma artista el lanzamiento de su séptimo sencillo "real Emotion / 1000 no Kotoba" fue el que salvó su carrera antes de ser despedida de avex. Ambas canciones formaron parte del popular juego Final Fantasy X-2, en el que también dobló la voz del personaje Lenne. "real Emotion" se convirtió en su primer éxito verdadero, llegando al puesto #3 de las listas de Oricon y vendiendo más de 280 mil copias.
Square Enix (Productora creadora de Final Fantasy X-2) también le ofreció cantar sus temas en versiones en inglés para el lanzamiento de la versión occidental del juego. Una vez que las canciones estuvieron grabadas y prácticamente listas para ser incluidas en X-2, Square Enix decidió finalmente no incluirlas, por motivos que no fueron aclarados. En su lugar fueron incluidas versiones grabadas por la estadounidense Jade, vocalista de la banda relativamente conocida en Japón Sweetbox (originaria de Alemania). Esto creó desconcierto y enojo entre fanes de Kumi, pero finalmente las versiones que Kumi grabó en inglés de "real Emotion" y "1000 no Kotoba" fueron incluidas en el siguiente sencillo, "COME WITH ME", que obtuvo ventas relativamente buenas.
Este repentino éxito la ayudó a acaparar la atención de los medios, pero también hizo que aumentara la preocupación en torno a su imagen por quienes manejaban su apariencia. Productores de avex comenzaron a presionarla para que se cuidara más, principalmente porque consideraban que tenía problemas para adquirir peso. Con la ayuda de su novio de ese entonces, Kumi comenzó a hacer estrictas dietas. En este mismo tiempo su hermana misono debutaba como cantante junto a su banda day after tomorrow, alcanzando un nivel mucho más exitoso en comparación. Kumi se dio cuenta de que su hermana tenía gran manejo sobre cada paso que comenzaba dar en su joven carrera y por esta razón decide obtener más autonomía. Poco tiempo después se lanza su segundo álbum, grow into one, en el que Kumi utilizó sus propios sentimientos y opiniones.
Para la grabación de su tercer álbum de estudio, feel my mind, Kumi tuvo algunas discusiones con productores dentro del sello avex trax debido a que ella quería explorar nuevos estilos, renovarse un poco. En los últimos tiempos había empezado a incursionar dentro de la música occidental y empezó a dejarse influenciar por música R&B y Hip-Hop. Propuso a avex que le permitiera preparar su primer tour en algunas localidades de Japón. Ambas propuestas fueron aceptadas y empezaron a trabajar al poco tiempo en estos puntos.
Ya en la época de masterización de feel my mind, cerca del lanzamiento, le fue pedido a Kumi que cantara el tema de la película "Cutie Honey", originalmente escrita por Claude Q. La cantante la grabó a último momento para que lograra ser incluida dentro del álbum, aunque solo como bonus track (pista suplementaria) y por tiempo limitado. La canción fue masivamente producida para sus fanes dentro del undécimo sencillo, "LOVE & HONEY", donde también fueron incluidas otras canciones que formaron parte de la película Cutie Honey, un anime que luego fue llevado a una película en imagen real. El sencillo alcanzó un gran éxito, convirtiéndose en su primer sencillo desde "real Emotion" que logró entrar al Top 5 de las listas de sencillos de Oricon, superando las 150.000 copias vendidas. El decimotercer sencillo de la artista fue su primera balada, titulado "Kiseki", que logró posesionarse dentro del Top 10 de Oricon.
Para las sesiones de grabación para su cuarto álbum, Secret, Kumi decidió divertirse a su manera, escribiendo casi completamente cosas divertidas que se le venían a la mente. El álbum logró convertirse por un tiempo en su trabajo de estudio de mejores ventas desde su debut, entrando al puesto n.º 3 de las listas de Oricon la semana de su lanzamiento. Al superarse el medio millón de copias vendidas de Secret -el primer disco de Kumi que conseguía esto- se relanzó como celebración en una edición de lujo, con nuevas pistas tanto en el disco de audio como en el material audiovisual del DVD (en este periodo fue lanzado el tema "Hot Stuff" -colaboración con KM-MARKIT- como sencillo promocional).
Su décimo sexto sencillo, "Butterfly", fue lanzado tiempo más tarde, y se convirtió en un gran éxito, su primer sencillo en entrar al segundo lugar de las listas de Oricon. El éxito de la canción le valió a la artista varios premios, por ejemplo dos premios de Mejor Artista de 2005, otorgado por los prestigiosos Japan Record Awards y también de los Japan Gold Disc Awards. Los sencillos que procedieron fueron "flower" (el cual flaqueó algo en promoción, ya que no fue grabado ningún vídeo musical para la canción) y el sencillo de doble cara "Promise / Star": ambos debutan #4 en las listas japonesas y éxitos regulares.
A 5 años desde su debut en el año 2005, lanza su primera compilación de sencillos titulado BEST ~first things~, con sus primeros trabajos. El álbum al poco tiempo logró entrar también al primer lugar de Oricon, convirtiéndose más tarde en el álbum más vendido de una cantante femenina dentro de 2005, derrotando a artistas ya consolidadas.

### Elboomde los 12 sencillos
Dos meses después del lanzamiento de la primera compilación BEST, en diciembre de 2005 comenzó un proyecto bastante ambicioso: lanzar doce sencillos en solo tres meses. Este proyecto, dijo la misma Kumi, fue planeado por ella misma y ejecutivos de Avex un año atrás, conocido como la colección de los 12 singles, aunque no tuvo ningún nombre determinado. En total serían lanzados doce sencillos, cada uno con su vídeo musical y la promoción debida.
El primer sencillo de esta serie fue la balada titulada "You", considerada una de sus mejores canciones. El sencillo se convirtió en su primer n.º 1 en las listas de Oricon, casi rompiendo la barrera de las 200 mil copias vendidas solo en el país nipón. Fue con you su primer sencillo en alcanzar el #1. Siete días después era lanzado el segundo sencillo de los doce, "Birthday Eve", canción más animada que también logró éxito, entrando al n.º 6 de las listas Oricon. Este fue uno de la mayoría de los sencillos de ediciones limitadas solo a 50 mil copias. La estancia de estos dos sencillos al mismo tiempo dentro del Top 10 marcó la primera vez -desde Ai Ōtsuka en el 2003- que un artista logra posicionar dos de sus sencillos dentro de los 10 mejores vendidos de Japón. El año finalizó con su primer Japan Record Award, el premio más importante otorgado por críticos musicales.
A principios de 2006 la cantante rompería otra marca al convertirse en la primera cantante femenina en posicionar tres de sus sencillos dentro de los 10 mejor vendidos: "You", "Shake It Up" y "Lies". Hazaña repetida solo por el cantante masculino B'z en el año 2003.
Los doce sencillos lanzados en general tuvieron ventas mejores a las esperadas y tras el lanzamiento del último, titulado "Someday / Boys ♥ Girls" fue incluido otro sencillo más, el sencillo 00 de los 12: "Get It On", que solo fue lanzado a través de bajado legal por Internet y por teléfonos celulares.
BEST ~second session~ fue sacado poco tiempo después, entrando en el primer lugar de Oricon igual que su antecesor, en poco tiempo rompiendo el millón de copias vendidas. En esta compilación se incluyeron todos los 12 sencillos (a excepción de "Get It On") con sus vídeos dentro del DVD y las primeras ediciones incluyeron otro DVD con el concierto promocional del primer BESTrealizado en 2005.
Este ambicioso proyecto le otorgó la exposición más grande que nunca antes había experimentado. Su particular estilo, considerado por algunos de sexual en extremo, ha llegado hasta a catalogarse de vulgar, pero es un hecho que se ha colocado dentro de las figuras japonesas más populares, convirtiéndose también -según encuestas hechas por Oricon- en la mujer más sexy del entretenimiento en la actualidad.

### Black Cherry y sus éxitos
Ya acabado el éxito de los sencillos y las dos compilaciones de grandes éxitos, Kumi Koda se tomó un receso de 2 meses para volver con un sencillo titulado "Koi no Tsubomi" ("Brote de Amor"), lanzado el 24 de mayo de 2006. El sencillo debutó en el segundo lugar de los sencillos más vendidos de Japón y vendió en su primera semana 140 mil copias, teniendo por la mitad del año 2006 la suma más alta de copias vendidas en un sencillo alcanzado por una artista femenina. Kumi obtuvo varios contratos para promocionar diversos productos por su gran éxito actual, por ejemplo, las bebidas dietéticas de Coca-Cola y los teléfonos celulares Vodafone 705T.
El primer libro de fotografías de Kumi, titulado MAROC fue lanzado a finales de junio, en conjunto con un nuevo sencillo, el primero de 4 caras A, titulado 4 hot wave, ambos con similares portadas. Las fotografías para el álbum y el sencillo fueron tomadas en la ciudad de Marruecos: de allí el nombre MAROC. A pesar de no lograr llegar primer lugar de Oricon, 4 hot wave se ha convertido en el sencillo con mejores ventas en toda la carrera de Kumi Kōda, logrando vender más de 300 mil copias.
Regresa a las melodías lentas con "Yume no Uta / Futari de", su primer sencillo balada desde diciembre del 2005. Con "you", su primer sencillo de doble cara, a partir de una misma melodía creó dos letras distintas, una representando felicidad y la otra tristeza. Poco después de esto Kumi lanzó otro sencillo, una colaboración junto a la boyband japonesa EXILE en el tema "WON'T BE LONG". Ambos trabajos fueron grandes éxitos en las listas y también en ventas.
Los primeros días de diciembre fue lanzado otro sencillo de doble cara A, "Cherry Girl/Unmei" y dos semanas después su quinto álbum de estudio tras el periodo de los dos BEST, titulado "Black Cherry". El álbum fue un éxito rotundo, vendiendo solo en su primera semana medio millón de copias, y permaneciendo en el primer lugar de las listas de Oricon por cuatro semanas consecutivas. El DVD del álbum contenía en sus primeras ediciones el primer dorama protagonizado por la misma Kumi, Cherry Girl, donde comparte con varias figuras del espectáculo japonés.

### Kingdom y el escándalo
Aunque en las primeras semanas del año 2007 "Black Cherry" seguía vendiendo, Kōda lanzó en marzo el sencillo de doble cara A "BUT / Aishou" y una nueva compilación de grandes éxitos, sus más notables baladas en BEST ~BOUNCE & LOVERS~, ambos trabajos lanzados el mismo día, además del DVD de su gira nacional del año anterior. Este mismo mes, los Japan Gold Disc Awards la premian por sus grandes ventas alcanzadas en el último tiempo entre sus álbumes y sencillos. Poco después, a finales de mayo, en la entrega de los MTV Video Music Awards Japan el vídeo de su tema "Yume no Uta" recibió dos galardones: uno por Mejor Vídeo de una Artista Femenina y al Mejor Vídeo del Año.
Su 37.º sencillo, inicialmente previsto para ser un sencillo de cuádruple cara A, finalmente se redujo al tema "FREAKY", lanzado a finales de junio de 2007. A pesar de que fue cambiado a sencillo de solo una cara, fueron incluidos cuatro temas diferentes, y el tema principal más el b-side "Run For Your Life" contaron con vídeos promocionales. La semana de su lanzamiento el sencillo llegó al primer lugar de las listas de Oricon, convirtiéndose en su cuarto sencillo que lo consigue y ya en la primera semana a la venta superaba las 100 mil copias vendidas. Poco después, en el mes de julio, Kōda es invitada a participar en el Live Earth.
En septiembre fue lanzado el sencillo "Ai no Uta" (Canción de Amor), primer sencillo balada del 2007, que incluyó como b-side el tema imagen del Campeonato Mundial de Judo 2007, "Come Over". A pesar de que en su primera semana el disco no obtuvo tantas ganancias como sus anteriores trabajos, logró ser n.º 1 en ventas digitales y finalmente superó las más de 150 mil unidades vendidas. El sencillo número 38 de Kōda fue una colaboración con el grupo Tohoshinki, lanzado el 7 de noviembre bajo el nombre de Last Angel y utilizado como tema imagen del estreno de la película Resident Evil: Extinction en Japón. El primero de diciembre Kōda realizó un concierto especial en el Tokyo Dome, convirtiéndose en la cuarta artista femenina en interpretar en vivo en ese lugar.
El 30 de enero del 2008 es lanzado a la venta el álbum Kingdom, varias versiones distintas, entre las que se incluyeron un DVD con videos musicales para todos los temas incluidos en el disco y un DVD con un concierto limitado efectuado en el Yokohama Arena. En las estadísticas de ventas musicales publicadas a finales del año, fue confirmado que el álbum Black Cherry había sido el álbum de un artista femenino con mejores ventas del 2007 y el segundo más vendido ese año en general.
El 31 de enero del 2008 Kumi es invitada a conducir el programa radial nocturno All Night Nippon. Le preguntaron acerca del matrimonio de su mánager, qué pensaba de si su mánager quisiese tener hijos. Ella entonces responde "a las mujeres después de los 35 años, se les pudre el líquido amniótico " y por lo que le gustaría que tuvieran hijos por esa edad.
Sus palabras causaron una gran molestia entre los oyentes del programa y el escándalo se extendió hasta el punto que Kumi tuvo que disculparse públicamente a través del sitio de la NBS y también en Avex. Avex retiró todos los anuncios publicitarios de la artista y terminaron la promoción de Kingdom. Las empresas que la habían contratado como rostro, Hyoketsu, Honda y Kose, también la removieron de sus anuncios y de sus sitios en internet. Gilette Japan y Morinaga, que planeaban comenzar promociones utilizando a Kumi como imagen, también desistieron de su decisión.
El 3 de febrero NTV y la Fuji TV transmitieron episodios de Koi Karasawagi y Shin Domoto Kyodai que incluían apariciones de Kumi. Luego Fuji TV afirmó haber recibido más de 100 quejas de espectadores del programa. TV Asahi, quien tenía unos episodios de la serie Tetsuko no Heya, optó por aplazar la difusión de dichos episodios. El programa que tenía planeado para la radio Tokyo FM también fue cancelado y Kumi fue reemplazada por su compañera de Avex Ami Suzuki. El 7 de febrero Kumi lloró mientras se disculpaba en el programa FNN Super News de Fuji TV. En una encuesta realizada por el sitio web de Sankei Sports en Japón, el 81% consideró sus disculpas como insuficientes y Fuji TV declaró después que de unas 300 llamadas telefónicas recibidas tras el programa, solo 9 eran de apoyo para la cantante.
Avex decidió suspender toda actividad pública para Kumi Koda al menos hasta fines de enero, pero no negó que pudiera durar más este "descanso", si la reacción del público no cambiaba hasta ese tiempo. A pesar de todo, Kingdom consiguió llegar al primer lugar en las listas de Oricon vendiendo más de 420 mil copias en su primera semana.

### Después del escándalo
El sitio web oficial de Kōda Kumi está nuevamente disponible con el material suprimido, aunque manteniendo las disculpas en portada. El día 8 de marzo de 2008 Kōda Kumi envió a los miembros de su fanclub "Koda Gumi" un libreto con información, fotos inéditas y disculpas. Ella ha insistido en el hecho que "las palabras reflejan nuestra forma de pensar y pide disculpas profundamente, ya que ella no pensó lo que dijo".
Kōda Kumi fue nominada en los premios "MTV Video Music Awards Japan 08" con "Ai no Uta" en la categoría "Mejor vídeo femenino", "LAST ANGEL" en la categoría "Mejor vídeo de colaboración" y "Kingdom" en la categoría "Mejor álbum del año", ganado en la categoría "Mejor vídeo de colaboración".
El 31 de marzo de 2008 salió a la venta en DVD "Kōda Kumi Live Tour 2007 -Black Cherry- Special Final in Tokyo Dome", el concierto que realizó el 1 de diciembre de 2007 en el Tokyo Dome en un escenario de 18 metros de largo diseñado para parecer un barco pirata. Este concierto conmemora el séptimo aniversario desde su debut e incluye una rara actuación de su sencillo debut "Take Back". También incluye un disco extra con un making-of y vídeo inédito de cerca de 60 minutos de duración.
El sitio web de ORICON, ha publicado un sondeo sobre la pregunta "¿Con que artista te irías de aventuras?", enfocado principalmente a mujeres. Kōda Kumi ha quedado en 3.er puesto detrás de Shoko Nakagawa y Becky, lo cual parece indicativo de que ya ha sido perdonada.
A 29 de marzo de 2008 el álbum "Kingdom" ha superado los 588.134 ejemplares en Japón.

### Etapa Trick
El primer sencillo lanzado tras su escándalo fue su sencillo número 40 lanzado el 11 de junio de 2008. Titulado MOON incluye 4 temas, al estilo de lanzamientos anteriores como 4 Hot Wave o FREAKY. El sencillo incluye "Moon Crying", el tema del drama para televisión "PUZZLE", de la cadena TV Asahi de ABC. Al ser el primer trabajo tras Kingdom llama la atención el look "apagado" y "oscuro" en cuanto a la imagen de Kumi en contraposición al look "luminoso" y "dorado de Kingdom. Los otros tres temas, uno era That Ain't Cool una colaboración con Fergie de The Black Eyed Peas y Once Again otra colaboración con PUSHIM, una cantante de reggae japonesa. El cuarto y último tema fue Lady Go!.
El día 4 de mayo de 2008 se relanzó la campaña publicitaria para la línea "Breeze" de la marca Gillette Venus, un anuncio televisivo y una página web con la imagen de Kumi. Esta es la segunda ocasión en que Kumi presta su imagen para la marca y este anuncio conserva la versión de Kumi del tema "Venus". Esta canción se puede encontrar en la edición First Press de su álbum posterior a esta fecha Trick
El 24 de septiembre salió a la venta el nuevo DVD KODA KUMI LIVE TOUR 2008 ~Kingdom~
El 8 de octubre, salió un nuevo sencillo titulado TABOO en el cual Kumi volvía a retomar moderadamente su lado Ero-kakkoi y revindicaba la libertad para amar de las personas. Este sencillo debutó en el #1. Sin embargo, a la semana siguiente de su lanzamiento, el sencillo calló abrúptamente al puesto 39.
Posteriormente, el 10 de diciembre salió su sencillo navideño stay with me, una nueva balada acompañada por un B-Side con toques de villancico muy animado. Este debutó en el #1 y la canción principal tiene dos vídeos diferentes.
El 28 de enero de 2009 se lanzó el álbum TRICK en 2 versiones distintas: CD y CD+2DVD con unas ventas ligeramente más bajas a su anterior trabajo pero que logró mantenerse en el #1 durante un mes.
El 25 de marzo salió a la luz dos BEST bajo el título de BEST REMIX WORKS y el otro bajo BEST OUTS & COLLABORATIONS, el primero con varios temas remezclados por varios DJ's House y el segundo, con duetos desde su inicio hasta Trick.
El 31 de marzo, se lanza el sencillo It's all Love!, donde la canción principal es cantada junto con su hermana misono. La segunda pista del disco es faraway tema que se utiliza en la película en imagen real Subaru, donde comparte OST con BoA y DBSK, la película está basada en un manga, y trata principalmente de una chica que alcanza la fama mediante el baile.

### 10.º Aniversario Era
Koda Kumi anunció su 44.º sencillo 3 SPLASH lanzado el 8 de julio, el cual es un triple A-Side. De este, se desprendió el tema principal llamado " Lick me ♥ ", seguido de "Ectasy" y "走れ!" (Hashire!). Este sencillo fue lanzado en 3 ediciones distintas, cada una reflejando la personalidad de cada una de las canciones en la portada: CD＋DVD＋funda transparente (Limited Edition), CD＋DVD＋Remix Tracks y CD. Este sencillo debutó en el #2 siendo el trigésimo tercer sencillo dentro del Top 10 de Oricon.
Después del lanzamiento de 3 Splash lanzó su cuadragésimo quinto sencillo, Alive / Physical Thing como sencillo de invierno del 2009, que obtuvo el número uno en las listas de Oricon.
El 20 de enero de 2010 y ya dentro del año del aniversario, Kumi lanzó un nuevo sencillo titulado, Can We Go Back, que es una versión de un bonus track de Kelly Clarkson del álbum All I Ever Wanted.
El 3 de febrero de 2010, lanzó un nuevo BEST, BEST ~Third Universe~ y su octavo álbum de estudio, Universe,
los cuales vienen juntos dependiendo de la edición que se adquiera. A pesar de contener un álbum de estudio y un BEST en el mismo paquete, no ha tenido unas ventas muy altas debido a que la gente todavía no ha olvidado su escándalo ocurrido durante la promoción de Kingdom.
El 31 de marzo de 2010 lanzó su segundo álbum de remixes llamado Koda Kumi Driving Hit's 2 con un éxito bastante moderado.
Finalizó su gira por Japón, "Universe Tour", inmediatamente después sacó su nuevo sencillo Gossip Candy, el cual contiene cuatro temas (aunque las primeras ediciones contendrán una quinta pista, que será Got To Be Real, versión de Cheryl Lynn). Tres de esos temas tendrán videoclip. Se trata de Lollipop, Inside Fishbowl y Outside Fishbowl.
En septiembre de 2010 sacó su nuevo sencillo Suki de, Suki de, Suki de / Anata dake ga, que también contiene una nueva versión de la canción walk: walk ~to the future~.
Más adelante sacó un álbum de covers llamado ETERNITY ~Love&Songs~ del cual actualmente hay dos videoclips: Megumi no Hito y BE MY BABY consiguiendo un éxito moderado.

### Dejavu y Koda Kumi Driving Hit's 3
El 2 de marzo de 2011, Koda lanzó su nuevo álbum titulado Dejavu, en donde se incluyeron su nuevo sencillo Pop Diva, además de Suki de, Suki de, Suki de/Anata Dake Ga y Lollipop anteriormente incluido en Gossip Candy.
Además, en esta época, Kumi colaboró en la edición japonesa del álbum titulado Free Wired del grupo Far East Movement, en Make It Bump.
El 4 de mayo lanzó un nuevo álbum de remixes Koda Kumi Driving Hit's 3. La fecha de lanzamiento original era el 23 de marzo, pero debido al tsunami que arrasó parte de Japón ese año, la fecha fue cambiada al 4 de mayo.
El 17 de agosto de 2011 lanzó su sencillo nº50 4 TIMES en el cual se incluyeron cuatro sencillos: Poppin' love cocktail, IN THE AIR, V.I.P. y KO-SO-KO-SO. KO-SO-KO-SO destacó por su PV en el cual aparecía Kumi simulando tener sexo con otra mujer.
El 21 de septiembre de 2011 lanzó el sencillo nº51 con el título de Ai wo Tomenaide, una balada de larga duración, con You are not alone de B-side, canción dirigida a las personas víctimas del tsunami que arrasó parte de Japón ese año.
El 30 de noviembre lanzó Love Me Back, su nuevo sencillo, junto con el B-side Say Her Name.
El 25 de enero de 2012 lanzó su décimo álbum JAPONESQUE. Se había planeado un tour para este álbum en el 2012, pero luego Koda confirmaría la cancelación del proyecto puesto que estaba en la espera de su primer hijo.
El 14 de marzo de 2012 lanzó Driving Hit's 4, su quinto álbum de remixes.
El 1 de agosto de 2012, mientras estaba embarazada, lanzó Beach Mix, en el cual se incluía una nueva canción llamada Whatchu Waitin' On?, y el resto de canciones eran remixes de sencillos anteriores.
El 24 de octubre de 2012, Kuu lanzó un nuevo sencillo Go to the top canción del opening del nuevo anime titulado Total Eclipse. El sencillo debutó en el #1 de las listas de popularidad, siendo su primer sencillo #1 en tres años.
El 26 de diciembre de 2012, Kuu lanzó un nuevo sencillo Koishikute. El sencillo, una balada, fue mal recibido tanto por el público general como los fanes, calificándolo uno de los sencillos más flojos de su carrera. Esto se vio reflejado en las listas de Oricon, donde apenas vendió 23.000 copias.
El 27 de febrero de 2013, Kumi lanzó un nuevo álbum de covers (su segundo en total) llamado Color The Cover. Entre las canciones incluidas se encontraban el B-side de Koishikute "Alone", y Pink Spider, versión de hide with Spread Beaver.
El 31 de julio de 2013 lanzó Summer Trip, un sencillo veraniego, en el cual se incluyeron LALALALALA, IS THIS TRAP?, y TOUCH DOWN, canciones que nos dejaban ver que la Koda Kumi de antes había vuelto.
El 13 de noviembre de 2013, lanzó Dreaming Now! un nuevo sencillo. Lo conformaban las canciones Dreaming Now! y XXX. La fecha de lanzamiento, 13 de noviembre, es también el cumpleaños de Koda.
El 26 de febrero de 2014 lanzó su álbum nº11 Bon Voyage.

## Discografía
| Álbumes De Estudio - 2002: affection - 2003: grow into one - 2004: feel my mind - 2005: Secret - 2006: Black Cherry - 2008: Kingdom - 2009: Trick - 2010: Universe - 2011: Dejavu - 2012: Japonesque - 2014: Bon Voyage - 2015: Walk Of My Life - 2017: W Face - 2018: AND - 2018: DNA - 2019: Re(cord) - 2020: angeL × monsteR (MY NAME IS) - 2022: heart | Álbumes Compilados - 2005: BEST ～first things～ - 2006: BEST ～second session～ - 2007: Best: Bounce & Lovers - 2009: Out Works & Collaboration Best - 2010: BEST ~third universe~ & 8th UNIVERSE - 2015: Summer Of Love Remixes Albums - 2009: Koda Kumi Driving Hit's - 2010: Koda Kumi Driving Hit's 2 - 2011: Koda Kumi Driving Hit's 3 - 2012: Koda Kumi Driving Hit's 4 - 2012: Beach Mix - 2013: Koda Kumi Driving Hit's 5 - 2014: Koda Kumi Driving Hit's 6 - 2017: Koda Kumi Driving Hit's 7 | Sencillos # 1 - 2005: "you" - 2006: "feel" - 2006: "Yume no Uta / Futari de..." - 2007: "Freaky" - 2008: "Taboo" - 2008: "Stay with Me" - 2009: "It's All Love - 2009: "Alive/Physical Thing" | Cover Albums - 2010: Eternity: Love & Songs - 2013: Color The Cover |

## Filmografía
| Año  | Película          | Papel | Notas           |
| ---- | ----------------- | ----- | --------------- |
| 2003 | Final Fantasy X-2 | Lenne | Videojuego      |
| 2006 | Cherry Girl       | Kumi  | Papel principal |